# Kazimir Hnatow
Kazimir Hnatow (ukr. Казимир Гнатов, ur. 9 listopada 1929 w Crusnes; zm. 16 grudnia 2010) – francuski piłkarz pochodzenia ukraińskiego, występujący na pozycji pomocnika, reprezentant Francji, trener piłkarski.

## Kariera piłkarska

### Kariera klubowa
W 1951 rozpoczął karierę piłkarską w FC Metz, który występował w Division 1. W 1953 przeniósł się do Stade Français. W 1956 został piłkarzem Angers SCO, w którym grał przez 7 lat. Zakończył karierę piłkarską w drugoligowym Chamois Niortais FC.

### Kariera reprezentacyjna
W 1958 był powołany do narodowej reprezentacji Francji na VI Mistrzostwa Świata w Piłce Nożnej 1958. Chociaż nie rozegrał żadnego meczu, otrzymał brązowy medal.

## Sukcesy i odznaczenia

### Sukcesy klubowe
- finalista Pucharu Francji: 1957

### Sukcesy reprezentacyjne
- brązowy medalista mistrzostw świata: 1958